# Toyota Manufacturing Program

Le Toyota Manufacturing Program (TPS) ou Système de Production de Toyota est un système intégré au sens technico-social incluant outils de gestion technique et philosophie de production. Il a été développé en interne par Toyota.
Le TPS régit l'ensemble la fabrication ainsi que la logistique pour le constructeur automobile. Il intègre également les interactions ou échanges avec les fournisseurs et les clients du constructeur. Ce système est un précurseur majeur du concept générique de « lean manufacturing ».
Ce sont Taiichi Ohno et Eiji Toyoda, ingénieurs et industriels japonais, qui en sont à l'origine et ont développé le système entre 1948 et 1975.